# Rovolon

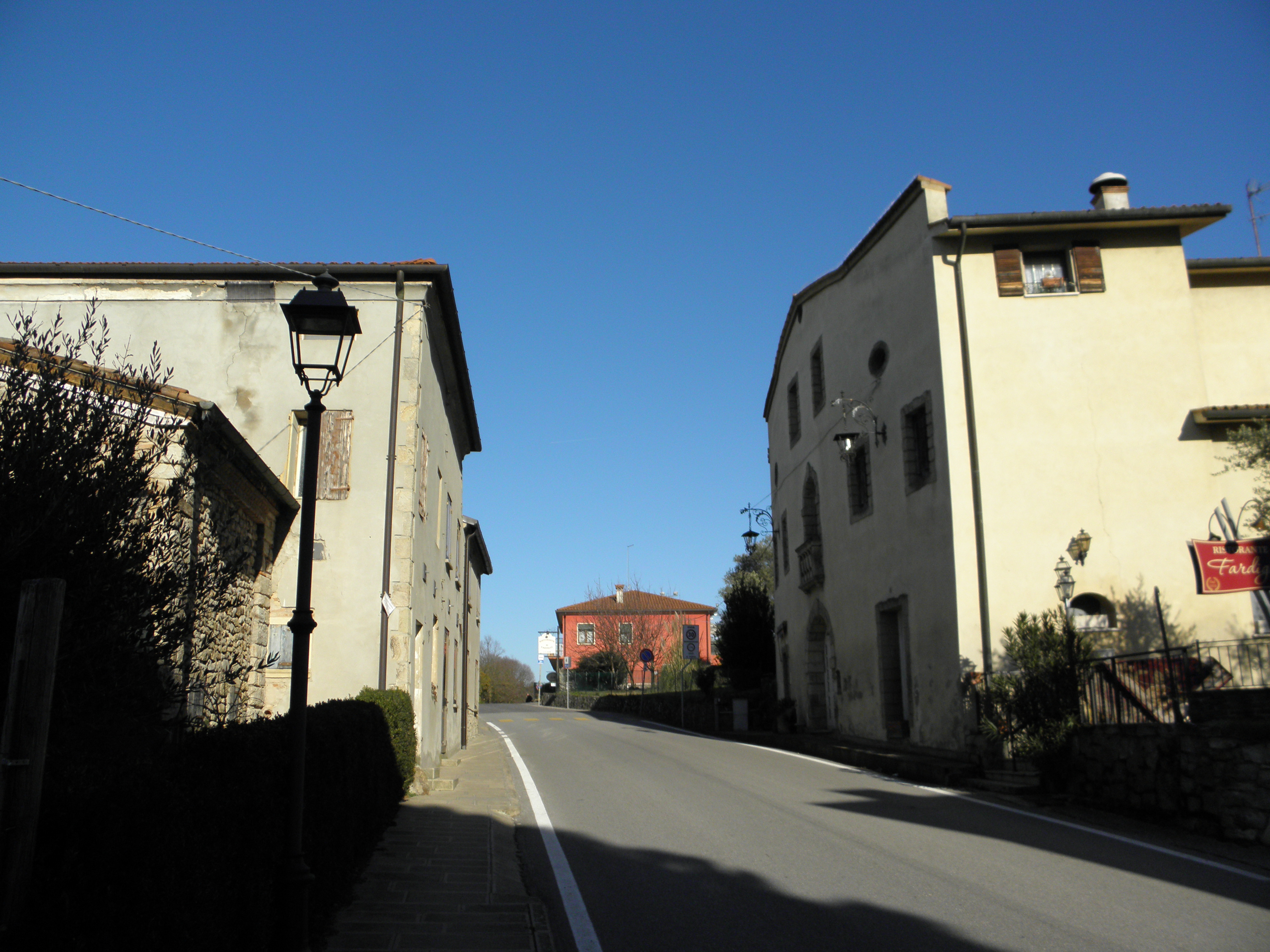
Rovolon

Rovolon là một đô thị thuộc tỉnh Padova vùng Veneto, located about 50 km về phía tây của Venezia và cách khoảng 15 km về phía tây nam của Padova. Tại thời điểm ngày 31 tháng 12 năm 2004, đô thị này có dân số 4.207 người và diện tích 27.6 km².
Đô thị Rovolon bao gồm các frazioni (các đơn vị cấp dưới, chủ yếu là làng) Bastia, Carbonara, and Lovolo.
Rovolon giáp các đô thị: Albettone, Barbarano Vicentino, Cervarese Santa Croce, Montegaldella, Mossano, Nanto, Teolo, Vo.